# لیگ جهانی والیبال ۲۰۰۶
لیگ جهانی والیبال ۲۰۰۶ هفدهمین دوره از رقابت‌های لیگ جهانی می‌باشد که از ۲۳ ژوئیه تا ۲۰ اوت و با شرکت ۱۶ تیم برگزار شد. دور نهایی این دوره در مسکو، روسیه برگزار شد و برزیل برای ششمین بار قهرمان شد.

## گروه‌بندی
| گلدان A                                                   | گلدان B                            | گلدان C                        | گلدان D                            |
| --------------------------------------------------------- | ---------------------------------- | ------------------------------ | ---------------------------------- |
| صربستان و مونته‌نگرو · ایالات متحده آمریکا · لهستان · ژاپن | برزیل · آرژانتین · پرتغال · فنلاند | ایتالیا · روسیه · چین · فرانسه | کوبا · کرهٔ جنوبی · بلغارستان · مصر |

## دور نخست
- روسیه، میزبان دور نهایی به همراه تیم‌های نخست هر گروه و یک تیم با دریافت وایلد کارت و به انتخاب FIVB به دور نهایی راه یافتند. اگر روسیه در گروه C در مکان نخست قرار می‌گرفت، تیم دوم گروه C هم به دور نهایی راه می‌یافت.

|  | واجد شرایط برای حضور در دور نهایی                            |
|  | واجد شرایط برای حضور در دور نهایی به عنوان میزبان            |
|  | واجد شرایط برای حضور در دور نهایی به عنوان دارندهٔ وایلد کارت |

### گروه A
| رتبه | تیم                 | امتیازات | برد | باخت | امتیازات برده | امتیازات باخته | میانگین | ست‌های برده | ست‌های باخته | میانگین |
| ---- | ------------------- | -------- | --- | ---- | ------------- | -------------- | ------- | ---------- | ----------- | ------- |
| ۱    | صربستان و مونته‌نگرو | ۲۱       | ۹   | ۳    | ۱٬۱۰۸         | ۱٬۰۳۹          | ۱٫۰۶۶   | ۲۹         | ۱۸          | ۱٫۶۱۱   |
| ۲    | لهستان              | ۲۱       | ۹   | ۳    | ۱٬۱۶۱         | ۱٬۱۱۸          | ۱٫۰۳۸   | ۳۱         | ۱۹          | ۱٫۶۳۲   |
| ۳    | ایالات متحده آمریکا | ۱۷       | ۵   | ۷    | ۱٬۰۲۷         | ۹۸۵            | ۱٫۰۴۳   | ۲۲         | ۲۳          | ۰٫۹۵۷   |
| ۴    | ژاپن                | ۱۳       | ۱   | ۱۱   | ۹۲۴           | ۱٬۰۷۸          | ۰٫۸۵۷   | ۱۱         | ۳۳          | ۰٫۳۳۳   |

۱۴ ژوئیه ۲۰۰۶
| سالت‌لیک‌سیتی | ایالات متحده آمریکا | ۱–۳ | لهستان | ۲۵–۲۲, ۲۳–۲۵, ۲۳–۲۵, ۲۳–۲۵ |

۱۵ ژوئیه ۲۰۰۶
| Mie         | ژاپن                | ۳–۰ | صربستان و مونته‌نگرو | ۲۵–۲۲, ۲۵–۲۲, ۲۵–۲۰        |
| سالت‌لیک‌سیتی | ایالات متحده آمریکا | ۱–۳ | لهستان              | ۲۴–۲۶, ۱۳–۲۵, ۲۵–۲۰, ۲۲–۲۵ |

۱۶ ژوئیه ۲۰۰۶
| Mie | ژاپن | ۱–۳ | صربستان و مونته‌نگرو | ۲۸–۲۶, ۱۶–۲۵, ۲۶–۲۸, ۲۲–۲۵ |

۲۱ ژوئیه ۲۰۰۶
| بلگراد | صربستان و مونته‌نگرو | ۳–۱ | لهستان | ۲۵–۱۷, ۲۲–۲۵, ۲۵–۱۹, ۳۲–۳۰ |

۲۲ ژوئیه ۲۰۰۶
| هیروشیما | ژاپن                | ۰–۳ | ایالات متحده آمریکا | ۱۵–۲۵, ۲۲–۲۵, ۱۷–۲۵               |
| بلگراد   | صربستان و مونته‌نگرو | ۳–۲ | لهستان              | ۲۵–۱۹, ۲۲–۲۵, ۲۵–۱۷, ۱۶–۲۵, ۱۵–۱۱ |

۲۳ ژوئیه ۲۰۰۶
| هیروشیما | ژاپن | ۰–۳ | ایالات متحده آمریکا | ۱۲–۲۵, ۲۱–۲۵, ۱۸–۲۵ |

۲۹ ژوئیه ۲۰۰۶
| ووچ        | لهستان              | ۱–۳ | صربستان و مونته‌نگرو | ۱۷–۲۵, ۲۵–۲۱, ۲۴–۲۶, ۲۱–۲۵ |
| مینیاپولیس | ایالات متحده آمریکا | ۳–۰ | ژاپن                | ۲۵–۱۸, ۲۵–۲۰, ۲۵–۱۸        |

۳۰ ژوئیه ۲۰۰۶
| ووچ        | لهستان              | ۳–۱ | صربستان و مونته‌نگرو | ۲۵–۲۳, ۲۱–۲۵, ۲۵–۱۸, ۲۵–۱۹ |
| مینیاپولیس | ایالات متحده آمریکا | ۳–۱ | ژاپن                | ۲۵–۱۵, ۲۱–۲۵, ۲۵–۱۷, ۲۵–۱۵ |

۵ اوت ۲۰۰۶
| اسپوکن (واشینگتن) | ایالات متحده آمریکا | ۱–۳ | صربستان و مونته‌نگرو | ۲۵–۱۳, ۳۴–۳۶, ۲۲–۲۵, ۱۷–۲۵        |
| فوناباشی، چیبا    | ژاپن                | ۲–۳ | لهستان              | ۱۹–۲۵, ۲۸–۳۰, ۲۵–۲۱, ۲۵–۱۸, ۲۰–۲۲ |

۶ اوت ۲۰۰۶
| اسپوکن (واشینگتن) | ایالات متحده آمریکا | ۳–۱ | صربستان و مونته‌نگرو | ۲۷–۲۵, ۲۵–۲۲, ۲۵–۲۷, ۲۵–۲۱ |
| فوناباشی، چیبا    | ژاپن                | ۰–۳ | لهستان              | ۳۳–۳۵, ۲۱–۲۵, ۱۷–۲۵        |

۱۲ اوت ۲۰۰۶
| کاتوویتسه | لهستان              | ۳–۲ | ایالات متحده آمریکا | ۱۷–۲۵, ۲۱–۲۵, ۲۵–۱۹, ۲۵–۲۳, ۱۷–۱۵ |
| فرشاس     | صربستان و مونته‌نگرو | ۳–۰ | ژاپن                | ۲۶–۲۴, ۲۵–۱۷, ۲۵–۱۹               |

۱۳ اوت ۲۰۰۶
| کاتوویتسه | لهستان              | ۳–۰ | ایالات متحده آمریکا | ۲۵–۲۲, ۲۵–۱۹, ۲۵–۲۳        |
| فرشاس     | صربستان و مونته‌نگرو | ۳–۱ | ژاپن                | ۲۵–۱۸, ۲۵–۲۰, ۲۱–۲۵, ۲۵–۲۱ |

۱۸ اوت ۲۰۰۶
| بلگراد | صربستان و مونته‌نگرو | ۳–۲ | ایالات متحده آمریکا | ۲۱–۲۵, ۲۴–۲۶, ۲۵–۱۶, ۲۵–۱۶, ۱۵–۱۳ |

۱۹ اوت ۲۰۰۶
| پوزنان | لهستان              | ۳–۱ | ژاپن                | ۲۴–۲۶, ۲۵–۲۳, ۲۵–۲۳, ۲۵–۱۳ |
| بلگراد | صربستان و مونته‌نگرو | ۳–۰ | ایالات متحده آمریکا | ۲۵–۲۳, ۲۵–۱۵, ۲۵–۲۳        |

۲۰ اوت ۲۰۰۶
| پوزنان | لهستان | ۳–۲ | ژاپن | ۲۲–۲۵, ۲۵–۱۸, ۲۵–۱۹, ۲۳–۲۵, ۲۲–۲۰ |

### گروه B
| رتبه | تیم      | امتیازات | برد | باخت | امتیازات برده | امتیازات باخته | میانگین | ست‌های برده | ست‌های باخته | میانگین |
| ---- | -------- | -------- | --- | ---- | ------------- | -------------- | ------- | ---------- | ----------- | ------- |
| ۱    | برزیل    | ۲۴       | ۱۲  | ۰    | ۱٬۰۴۷         | ۸۶۵            | ۱٫۲۱۰   | ۳۶         | ۶           | ۶٫۰۰۰   |
| ۲    | آرژانتین | ۱۹       | ۷   | ۵    | ۹۷۹           | ۱٬۰۱۰          | ۰٫۹۶۹   | ۲۲         | ۲۱          | ۱٫۰۴۸   |
| ۳    | فنلاند   | ۱۶       | ۴   | ۸    | ۱٬۰۰۷         | ۱٬۰۴۰          | ۰٫۹۶۸   | ۱۹         | ۲۶          | ۰٫۷۳۱   |
| ۴    | پرتغال   | ۱۳       | ۱   | ۱۱   | ۹۹۴           | ۱٬۱۱۲          | ۰٫۸۹۴   | ۱۱         | ۳۵          | ۰٫۳۱۴   |

۱۴ ژوئیه ۲۰۰۶
| اولو، فنلاند، فنلاند | فنلاند | ۳–۰ | پرتغال | ۲۵–۲۱, ۲۹–۲۷, ۲۵–۱۹ |

۱۵ ژوئیه ۲۰۰۶
| سان خوآن، آرژانتین   | آرژانتین | ۰–۳ | برزیل  | ۲۰–۲۵, ۲۳–۲۵, ۲۲–۲۵ |
| اولو، فنلاند، فنلاند | فنلاند   | ۳–۰ | پرتغال | ۲۶–۲۴, ۲۵–۲۰, ۲۵–۲۲ |

۱۶ ژوئیه ۲۰۰۶
| سان خوآن، آرژانتین | آرژانتین | ۰–۳ | برزیل | ۱۷–۲۵, ۱۷–۲۵, ۲۰–۲۵ |

۲۲ ژوئیه ۲۰۰۶
| بلو هوریزونته، برزیل | برزیل  | ۳–۱ | آرژانتین | ۲۵–۱۵, ۲۴–۲۶, ۲۵–۲۲, ۲۵–۲۳        |
| ماتوسینوس، پرتغال    | پرتغال | ۳–۲ | فنلاند   | ۲۵–۲۳, ۱۸–۲۵, ۱۶–۲۵, ۲۵–۲۲, ۱۵–۱۳ |

۲۳ ژوئیه ۲۰۰۶
| بلو هوریزونته، برزیل | برزیل  | ۳–۰ | آرژانتین | ۲۵–۱۵, ۲۵–۱۷, ۲۵–۲۱               |
| ماتوسینوس، پرتغال    | پرتغال | ۲–۳ | فنلاند   | ۲۵–۱۵, ۲۲–۲۵, ۲۵–۲۰, ۲۷–۲۹, ۱۰–۱۵ |

۲۸ ژوئیه ۲۰۰۶
| کووپیو، فنلاند | فنلاند | ۰–۳ | آرژانتین | ۲۲–۲۵, ۱۸–۲۵, ۲۲–۲۵ |

۲۹ ژوئیه ۲۰۰۶
| لیسبون، پرتغال | پرتغال | ۰–۳ | برزیل    | ۲۳–۲۵, ۲۰–۲۵, ۱۵–۲۵ |
| کووپیو، فنلاند | فنلاند | ۰–۳ | آرژانتین | ۲۳–۲۵, ۲۰–۲۵, ۲۳–۲۵ |

۳۰ ژوئیه ۲۰۰۶
| لیسبون، پرتغال | پرتغال | ۰–۳ | برزیل | ۲۰–۲۵, ۱۶–۲۵, ۲۲–۲۵ |

۴ اوت ۲۰۰۶
| تامپره، فنلاند | فنلاند | ۰–۳ | برزیل | ۱۷–۲۵, ۲۲–۲۵, ۲۱–۲۵ |

۵ اوت ۲۰۰۶
| ماتوسینوس، پرتغال | پرتغال | ۲–۳ | آرژانتین | ۲۲–۲۵, ۲۰–۲۵, ۲۷–۲۵, ۲۵–۱۶, ۱۲–۱۵ |
| تامپره، فنلاند    | فنلاند | ۱–۳ | برزیل    | ۱۷–۲۵, ۲۷–۲۵, ۲۲–۲۵, ۱۷–۲۵        |

۶ اوت ۲۰۰۶
| ماتوسینوس، پرتغال | پرتغال | ۲–۳ | آرژانتین | ۲۵–۲۳, ۲۹–۲۷, ۲۵–۲۷, ۱۹–۲۵, ۱۹–۲۱ |

۱۲ اوت ۲۰۰۶
| برازیلیا، برزیل             | برزیل    | ۳–۱ | فنلاند | ۲۲–۲۵, ۲۵–۱۹, ۲۵–۱۹, ۲۵–۲۰ |
| روساریو، سانتا فه، آرژانتین | آرژانتین | ۳–۰ | پرتغال | ۲۵–۲۲, ۲۵–۱۸, ۳۰–۲۸        |

۱۳ اوت ۲۰۰۶
| برازیلیا، برزیل             | برزیل    | ۳–۱ | فنلاند | ۲۵–۲۳, ۲۵–۲۱, ۲۳–۲۵, ۲۵–۲۳ |
| روساریو، سانتا فه، آرژانتین | آرژانتین | ۳–۰ | پرتغال | ۲۵–۲۲, ۳۲–۳۰, ۲۵–۲۲        |

۱۹ اوت ۲۰۰۶
| فورتالزا، برزیل                        | برزیل    | ۳–۱ | پرتغال | ۲۲–۲۵, ۲۵–۲۰, ۲۵–۲۱, ۲۵–۱۸        |
| سان فرناندودل وله دکاتامارکا، آرژانتین | آرژانتین | ۳–۲ | فنلاند | ۲۲–۲۵, ۳۶–۳۴, ۲۵–۱۸, ۲۷–۲۹, ۱۵–۱۲ |

۲۰ اوت ۲۰۰۶
| فورتالزا، برزیل                        | برزیل    | ۳–۱ | پرتغال | ۲۵–۱۷, ۳۲–۳۴, ۲۵–۲۰, ۲۵–۱۷ |
| سان فرناندودل وله دکاتامارکا، آرژانتین | آرژانتین | ۰–۳ | فنلاند | ۱۹–۲۵, ۱۹–۲۵, ۱۷–۲۵        |

### گروه C
| رتبه | تیم     | امتیازات | برد | باخت | امتیازات برده | امتیازات باخته | میانگین | ست‌های برده | ست‌های باخته | میانگین |
| ---- | ------- | -------- | --- | ---- | ------------- | -------------- | ------- | ---------- | ----------- | ------- |
| ۱    | فرانسه  | ۲۱       | ۹   | ۳    | ۱٬۱۱۰         | ۱٬۰۶۵          | ۱٫۰۴۲   | ۲۹         | ۱۹          | ۱٫۵۲۶   |
| ۲    | روسیه   | ۲۰       | ۸   | ۴    | ۱٬۰۶۰         | ۹۷۷            | ۱٫۰۸۵   | ۳۰         | ۱۶          | ۱٫۸۷۵   |
| ۳    | ایتالیا | ۱۹       | ۷   | ۵    | ۱٬۰۵۷         | ۱٬۰۰۲          | ۱٫۰۵۵   | ۲۷         | ۱۹          | ۱٫۴۲۱   |
| ۴    | چین     | ۱۲       | ۰   | ۱۲   | ۸۰۸           | ۹۹۱            | ۰٫۸۱۵   | ۴          | ۳۶          | ۰٫۱۱۱   |

۱۵ ژوئیه ۲۰۰۶
| مسکو، روسیه | روسیه | ۲–۳ | فرانسه  | ۲۲–۲۵, ۲۳–۲۵, ۲۵–۱۹, ۲۵–۲۰, ۱۳–۱۵ |
| چنگدو، چین  | چین   | ۰–۳ | ایتالیا | ۱۴–۲۵, ۱۵–۲۵, ۲۵–۲۷               |

۱۶ ژوئیه ۲۰۰۶
| مسکو، روسیه | روسیه | ۳–۰ | فرانسه  | ۲۵–۲۰, ۳۲–۳۰, ۲۵–۲۰ |
| چنگدو، چین  | چین   | ۰–۳ | ایتالیا | ۱۷–۲۵, ۲۴–۲۶, ۱۸–۲۵ |

۲۱ ژوئیه ۲۰۰۶
| ورونا، ایتالیا | ایتالیا | ۱–۳ | فرانسه | ۲۰–۲۵, ۲۵–۱۹, ۲۰–۲۵, ۲۳–۲۵ |

۲۲ ژوئیه ۲۰۰۶
| چنگدو، چین | چین | ۱–۳ | روسیه | ۲۲–۲۵, ۳۰–۲۸, ۱۹–۲۵, ۲۹–۳۱ |

۲۳ ژوئیه ۲۰۰۶
| ورونا، ایتالیا | ایتالیا | ۲–۳ | فرانسه | ۲۹–۲۷, ۲۵–۲۳, ۲۰–۲۵, ۲۱–۲۵, ۱۴–۱۶ |
| چنگدو، چین     | چین     | ۰–۳ | روسیه  | ۲۳–۲۵, ۲۳–۲۵, ۱۸–۲۵               |

۲۸ ژوئیه ۲۰۰۶
| جنوآ، ایتالیا | ایتالیا | ۰–۳ | روسیه | ۲۱–۲۵, ۲۱–۲۵, ۱۸–۲۵ |

۲۹ ژوئیه ۲۰۰۶
| چنگدو، چین | چین | ۰–۳ | فرانسه | ۲۶–۲۸, ۲۲–۲۵, ۲۳–۲۵ |

۳۰ ژوئیه ۲۰۰۶
| جنوآ، ایتالیا | ایتالیا | ۱–۳ | روسیه  | ۱۶–۲۵, ۱۹–۲۵, ۲۵–۲۳, ۲۳–۲۵ |
| چنگدو، چین    | چین     | ۰–۳ | فرانسه | ۲۱–۲۵, ۲۰–۲۵, ۲۲–۲۵        |

۵ اوت ۲۰۰۶
| یکاترینبورگ، روسیه | روسیه  | ۳–۰ | چین     | ۲۵–۱۲ ۲۵–۱۷ ۲۵–۲۲                 |
| لو کنه، فرانسه     | فرانسه | ۲–۳ | ایتالیا | ۲۷–۲۹, ۲۷–۲۵, ۲۵–۲۱, ۲۴–۲۶, ۱۷–۱۹ |

۶ اوت ۲۰۰۶
| یکاترینبورگ، روسیه | روسیه  | ۳–۲ | چین     | ۲۵–۱۳, ۲۱–۲۵, ۲۵–۱۷, ۱۶–۲۵, ۱۵–۱۲ |
| لو کنه، فرانسه     | فرانسه | ۳–۲ | ایتالیا | ۲۳–۲۵, ۲۵–۱۸, ۲۶–۲۸, ۲۵–۲۰, ۱۶–۱۴ |

۱۱ اوت ۲۰۰۶
| کاتانیا، ایتالیا | ایتالیا | ۳–۰ | چین | ۲۵–۱۸, ۲۵–۲۱, ۲۵–۲۰ |

۱۲ اوت ۲۰۰۶
| مون‌پلیه، فرانسه  | فرانسه  | ۰–۳ | روسیه | ۲۳–۲۵, ۲۴–۲۶, ۱۸–۲۵ |
| کاتانیا، ایتالیا | ایتالیا | ۳–۰ | چین   | ۲۵–۱۴, ۲۵–۲۲, ۲۵–۱۳ |

۱۳ اوت ۲۰۰۶
| مون‌پلیه، فرانسه | فرانسه | ۳–۲ | روسیه | ۲۵–۱۷, ۱۸–۲۵, ۲۵–۲۰, ۱۶–۲۵, ۱۵–۹ |

۱۹ اوت ۲۰۰۶
| مسکو، روسیه   | روسیه  | ۰–۳ | ایتالیا | ۲۲–۲۵, ۲۷–۲۹, ۲۴–۲۶        |
| لیموژ، فرانسه | فرانسه | ۳–۱ | چین     | ۲۵–۱۸, ۲۵–۱۷, ۲۲–۲۵, ۲۷–۲۵ |

۲۰ اوت ۲۰۰۶
| مسکو، روسیه   | روسیه  | ۲–۳ | ایتالیا | ۱۸–۲۵, ۲۵–۲۲, ۱۷–۲۵, ۲۵–۲۲, ۶–۱۵ |
| لیموژ، فرانسه | فرانسه | ۳–۰ | چین     | ۲۵–۲۲, ۲۵–۲۲, ۲۵–۱۸              |

### گروه D
| رتبه | تیم       | امتیازات | برد | باخت | امتیازات برده | امتیازات باخته | میانگین | ست‌های برده | ست‌های باخته | میانگین |
| ---- | --------- | -------- | --- | ---- | ------------- | -------------- | ------- | ---------- | ----------- | ------- |
| ۱    | بلغارستان | ۲۲       | ۱۰  | ۲    | ۹۹۰           | ۸۳۸            | ۱٫۱۸۱   | ۳۳         | ۸           | ۴٫۱۲۵   |
| ۲    | کوبا      | ۲۲       | ۱۰  | ۲    | ۹۷۱           | ۸۳۲            | ۱٫۱۶۷   | ۳۰         | ۱۱          | ۲٫۷۲۷   |
| ۳    | کرهٔ جنوبی | ۱۶       | ۴   | ۸    | ۹۲۵           | ۹۹۴            | ۰٫۹۳۱   | ۱۵         | ۲۸          | ۰٫۵۳۶   |
| ۴    | مصر       | ۱۲       | ۰   | ۱۲   | ۷۷۹           | ۱٬۰۰۱          | ۰٫۷۷۸   | ۵          | ۳۶          | ۰٫۱۳۹   |

۱۵ ژوئیه ۲۰۰۶
| دائجون، کره جنوبی | کره جنوبی | ۱–۳ | کوبا | ۲۳–۲۵, ۱۶–۲۵, ۲۵–۲۱, ۲۱–۲۵ |
| وارنا، بلغارستان  | بلغارستان | ۳–۰ | مصر  | ۲۶–۲۴, ۲۵–۲۱, ۲۵–۱۶        |

۱۶ ژوئیه ۲۰۰۶
| دائجون، کره جنوبی | کره جنوبی | ۰–۳ | کوبا | ۲۰–۲۵, ۲۴–۲۶, ۲۱–۲۵ |
| وارنا، بلغارستان  | بلغارستان | ۳–۰ | مصر  | ۲۵–۱۶, ۲۵–۱۹, ۲۵–۱۹ |

۲۱ ژوئیه ۲۰۰۶
| هاوانا، کوبا | کوبا | ۳–۰ | مصر | ۲۵–۱۸, ۲۵–۱۸, ۲۵–۱۲ |

۲۲ ژوئیه ۲۰۰۶
| جونجو، کره جنوبی | کره جنوبی | ۱–۳ | بلغارستان | ۲۱–۲۵, ۲۵–۲۷, ۲۵–۲۲, ۲۱–۲۵ |
| هاوانا، کوبا     | کوبا      | ۳–۰ | مصر       | ۲۵–۱۷, ۲۵–۱۹, ۲۵–۱۹        |

۲۳ ژوئیه ۲۰۰۶
| جونجو، کره جنوبی | کره جنوبی | ۰–۳ | بلغارستان | ۲۰–۲۵, ۲۲–۲۵, ۲۱–۲۵ |

۲۸ ژوئیه ۲۰۰۶
| قاهره، مصر | مصر | ۱–۳ | کره جنوبی | ۲۵–۲۱, ۱۵–۲۵, ۱۹–۲۵, ۱۶–۲۵ |

۳۰ ژوئیه ۲۰۰۶
| قاهره، مصر | مصر | ۰–۳ | کره جنوبی | ۲۳–۲۵, ۲۲–۲۵, ۱۸–۲۵ |

۳۱ ژوئیه ۲۰۰۶
| هاوانا، کوبا | کوبا | ۳–۱ | بلغارستان | ۲۵–۱۹, ۲۵–۲۲, ۲۲–۲۵, ۲۵–۱۶ |

۱ اوت ۲۰۰۶
| هاوانا، کوبا | کوبا | ۰–۳ | بلغارستان | ۲۰–۲۵, ۲۲–۲۵, ۲۱–۲۵ |

۴ اوت ۲۰۰۶
| قاهره، مصر | مصر | ۱–۳ | کوبا | ۱۴–۲۵, ۲۱–۲۵, ۲۵–۲۳, ۱۱–۲۵ |

۵ اوت ۲۰۰۶
| وارنا، بلغارستان | بلغارستان | ۳–۱ | کره جنوبی | ۲۵–۲۱, ۱۶–۲۵, ۲۵–۱۶, ۲۵–۱۹ |

۶ اوت ۲۰۰۶
| وارنا، بلغارستان | بلغارستان | ۳–۰ | کره جنوبی | ۲۵–۱۹, ۲۵–۱۹, ۲۵–۱۸ |
| قاهره، مصر       | مصر       | ۰–۳ | کوبا      | ۱۳–۲۵, ۱۷–۲۵, ۲۳–۲۵ |

۱۲ اوت ۲۰۰۶
| دونگهائه سیتی، کره جنوبی | کره جنوبی | ۳–۲ | مصر  | ۲۵–۱۹, ۲۱–۲۵, ۲۵–۲۰, ۲۱–۲۵, ۱۵–۱۳ |
| وارنا، بلغارستان         | بلغارستان | ۲–۳ | کوبا | ۲۲–۲۵, ۲۷–۲۹, ۲۵–۱۳, ۲۵–۱۵, ۱۴–۱۶ |

۱۳ اوت ۲۰۰۶
| دونگهائه سیتی، کره جنوبی | کره جنوبی | ۳–۱ | مصر  | ۲۱–۲۵, ۲۵–۲۲, ۲۸–۲۶, ۲۵–۱۹ |
| وارنا، بلغارستان         | بلغارستان | ۳–۰ | کوبا | ۳۰–۲۸, ۲۵–۱۹, ۲۵–۲۱        |

۱۸ اوت ۲۰۰۶
| قاهره، مصر   | مصر  | ۰–۳ | بلغارستان | ۲۰–۲۵, ۱۹–۲۵, ۱۱–۲۵ |
| هاوانا، کوبا | کوبا | ۳–۰ | کره جنوبی | ۲۵–۱۷, ۲۵–۱۹, ۲۵–۱۳ |

۱۹ اوت ۲۰۰۶
| هاوانا، کوبا | کوبا | ۳–۰ | کره جنوبی | ۲۵–۱۸ ۲۵–۱۸ ۲۵–۲۱ |

۲۰ اوت ۲۰۰۶
| قاهره، مصر | مصر | ۰–۳ | بلغارستان | ۲۰–۲۵, ۱۹–۲۵, ۱۶–۲۵ |

## دور نهایی
- میزبان:  زمین ورزشی لوژنیکی کوچک، مسکو، روسیه
- تمامی زمان‌ها براساس زمان مسکو (یوتی‌سی ۴:۰۰+) می‌باشد.

### بازی‌های گروهی
|  | واجد شرایط برای حضور در دور نیمه‌نهایی |

#### گروه E
|      |                     |          | مسابقات | مسابقات | ست‌ها | ست‌ها | ست‌ها  | امتیازها | امتیازها | امتیازها |
| رتبه | تیم                 | امتیازها | برد     | باخت    | برد  | باخت | نسبت  | برد      | باخت     | نسبت     |
| ---- | ------------------- | -------- | ------- | ------- | ---- | ---- | ----- | -------- | -------- | -------- |
| ۱    | روسیه               | ۵        | ۲       | ۱       | ۸    | ۵    | ۱٫۶۰۰ | ۲۸۷      | ۲۶۱      | ۱٫۱۰۰    |
| ۲    | فرانسه              | ۴        | ۱       | ۲       | ۷    | ۸    | ۰٫۸۷۵ | ۳۲۵      | ۳۱۷      | ۱٫۰۲۵    |
| ۳    | صربستان و مونته‌نگرو | ۴        | ۱       | ۲       | ۳    | ۸    | ۰٫۳۷۵ | ۲۴۱      | ۲۶۲      | ۰٫۹۲۰    |

| تاریخ  | ساعت  |                     | امتیاز |                     | ست ۱  | ست ۲  | ست ۳  | ست ۴  | ست ۵  | مجموع   | گزارش |
| ------ | ----- | ------------------- | ------ | ------------------- | ----- | ----- | ----- | ----- | ----- | ------- | ----- |
| ۲۳ اوت | ۲۰:۰۷ | روسیه               | ۳–۰    | صربستان و مونته‌نگرو | ۲۵–۲۰ | ۲۶–۲۴ | ۲۵–۱۸ |       |       | ۷۶–۶۲   | P2    |
| ۲۴ اوت | ۲۰:۰۷ | فرانسه              | ۲–۳    | روسیه               | ۲۳–۲۵ | ۲۵–۲۱ | ۲۲–۲۵ | ۲۵–۲۱ | ۱۰–۱۵ | ۱۰۵–۱۰۷ | P2    |
| ۲۵ اوت | ۱۷:۰۷ | صربستان و مونته‌نگرو | ۳–۲    | فرانسه              | ۲۶–۲۴ | ۲۲–۲۵ | ۲۵–۱۹ | ۲۰–۲۵ | ۱۸–۱۶ | ۱۱۱–۱۰۹ | P2    |

#### گروه F
|      |           |          | مسابقات | مسابقات | ست‌ها | ست‌ها | ست‌ها  | امتیازها | امتیازها | امتیازها |
| رتبه | تیم       | امتیازها | برد     | باخت    | برد  | باخت | نسبت  | برد      | باخت     | نسبت     |
| ---- | --------- | -------- | ------- | ------- | ---- | ---- | ----- | -------- | -------- | -------- |
| ۱    | بلغارستان | ۶        | ۳       | ۰       | ۹    | ۰    | MAX   | ۲۳۱      | ۱۹۴      | ۱٫۱۹۱    |
| ۲    | برزیل     | ۵        | ۲       | ۱       | ۶    | ۶    | ۱٫۰۰۰ | ۲۴۶      | ۲۵۸      | ۰٫۹۵۳    |
| ۳    | ایتالیا   | ۳        | ۰       | ۳       | ۳    | ۹    | ۰٫۳۳۳ | ۲۴۴      | ۲۸۲      | ۰٫۸۶۵    |

| تاریخ  | ساعت  |           | امتیاز |           | ست ۱  | ست ۲  | ست ۳  | ست ۴  | ست ۵ | مجموع | گزارش |
| ------ | ----- | --------- | ------ | --------- | ----- | ----- | ----- | ----- | ---- | ----- | ----- |
| ۲۳ اوت | ۱۴:۰۷ | برزیل     | ۰–۳    | بلغارستان | ۱۷–۲۵ | ۲۳–۲۵ | ۲۰–۲۵ |       |      | ۶۰–۷۵ | P2    |
| ۲۴ اوت | ۱۴:۰۷ | ایتالیا   | ۱–۳    | برزیل     | ۱۴–۲۵ | ۲۵–۱۷ | ۱۹–۲۵ | ۲۱–۲۵ |      | ۷۹–۹۲ | P2    |
| ۲۵ اوت | ۱۴:۰۷ | بلغارستان | ۳–۰    | ایتالیا   | ۲۵–۲۰ | ۲۹–۲۷ | ۲۵–۱۹ |       |      | ۷۹–۶۶ | P2    |

#### دور حذفی
- نتایج به دست آمده در بازی‌های گروه‌های E و F نیز در این مرحله منظور گردید.

| تاریخ  | ساعت  |                     | امتیاز |           | ست ۱  | ست ۲  | ست ۳  | ست ۴  | ست ۵  | مجموع  | گزارش |
| ------ | ----- | ------------------- | ------ | --------- | ----- | ----- | ----- | ----- | ----- | ------ | ----- |
| ۲۳ اوت | ۱۷:۰۷ | فرانسه              | ۳–۲    | ایتالیا   | ۲۵–۱۸ | ۲۳–۲۵ | ۲۳–۲۵ | ۲۵–۲۰ | ۱۵–۱۱ | ۱۱۱–۹۹ | P2    |
| ۲۴ اوت | ۱۷:۰۷ | صربستان و مونته‌نگرو | ۰–۳    | بلغارستان | ۲۴–۲۶ | ۲۰–۲۵ | ۲۴–۲۶ |       |       | ۶۸–۷۷  | P2    |
| ۲۵ اوت | ۲۰:۰۷ | روسیه               | ۲–۳    | برزیل     | ۲۵–۱۵ | ۱۸–۲۵ | ۲۵–۱۳ | ۲۴–۲۶ | ۱۲–۱۵ | ۱۰۴–۹۴ | P2    |

### چهار نهایی
|  | نیمه‌نهایی‌ها | نیمه‌نهایی‌ها |   |           | نهایی    | نهایی |  |
|  |             |             |   |           |          |       |  |
|  | ۲۶ اوت      |             |   |           |          |       |  |
|  | بلغارستان   | ۰           |   |           |          |       |  |
|  | فرانسه      | ۳           |   |           |          |       |  |
|  |             |             |   |           |          |       |  |
|  |             |             |   |           | ۲۷ اوت   |       |  |
|  |             |             |   |           | فرانسه   | ۲     |  |
|  |             | برزیل       | ۳ |           |          |       |  |
|  |             |             |   |           |          |       |  |
|  |             |             |   |           |          |       |  |
|  |             |             |   |           | مکان سوم |       |  |
|  | ۲۶ اوت      | ۲۶ اوت      |   | ۲۷ اوت    | ۲۷ اوت   |       |  |
|  | روسیه       | ۱           |   | بلغارستان | ۰        |       |  |
|  | برزیل       | ۳           |   |           | روسیه    | ۳     |  |

#### نیمه‌نهایی
| تاریخ  | ساعت  |           | امتیاز |        | ست ۱  | ست ۲  | ست ۳  | ست ۴  | ست ۵ | مجموع  | گزارش |
| ------ | ----- | --------- | ------ | ------ | ----- | ----- | ----- | ----- | ---- | ------ | ----- |
| ۲۶ اوت | ۱۶:۰۷ | بلغارستان | ۰–۳    | فرانسه | ۲۱–۲۵ | ۲۰–۲۵ | ۲۰–۲۵ |       |      | ۶۱–۷۵  | P2    |
| ۲۶ اوت | ۱۹:۰۷ | روسیه     | ۱–۳    | برزیل  | ۱۹–۲۵ | ۱۹–۲۵ | ۲۹–۲۷ | ۲۷–۲۹ |      | ۹۴–۱۰۶ | P2    |

#### مکان سوم
| تاریخ  | ساعت  |           | امتیاز |       | ست ۱  | ست ۲  | ست ۳  | ست ۴ | ست ۵ | مجموع | گزارش |
| ------ | ----- | --------- | ------ | ----- | ----- | ----- | ----- | ---- | ---- | ----- | ----- |
| ۲۷ اوت | ۱۶:۰۷ | بلغارستان | ۰–۳    | روسیه | ۲۰–۲۵ | ۱۹–۲۵ | ۱۹–۲۵ |      |      | ۵۸–۷۵ | P2    |

#### نهایی
| تاریخ  | ساعت  |        | امتیاز |       | ست ۱  | ست ۲  | ست ۳  | ست ۴  | ست ۵  | مجموع   | گزارش |
| ------ | ----- | ------ | ------ | ----- | ----- | ----- | ----- | ----- | ----- | ------- | ----- |
| ۲۷ اوت | ۱۹:۰۷ | فرانسه | ۲–۳    | برزیل | ۲۵–۲۲ | ۲۵–۲۳ | ۲۲–۲۵ | ۲۳–۲۵ | ۱۳–۱۵ | ۱۰۸–۱۱۰ | P2    |

## رده‌بندی نهایی
| رتبه | تیم                 |
| ---- | ------------------- |
| 1    | برزیل               |
| 2    | فرانسه              |
| 3    | روسیه               |
| ۴    | بلغارستان           |
| ۵    | صربستان و مونته‌نگرو |
| ۶    | ایتالیا             |
| ۷    | آرژانتین            |
| ۷    | کوبا                |
| ۷    | لهستان              |
| ۱۰   | فنلاند              |
| ۱۰   | کرهٔ جنوبی           |
| ۱۰   | ایالات متحده آمریکا |
| ۱۳   | چین                 |
| ۱۳   | مصر                 |
| ۱۳   | ژاپن                |
| ۱۳   | پرتغال              |

| قهرمان لیگ جهانی ۲۰۰۶ |
| --------------------- |
| · برزیل · ششمین عنوان |

## جوایز
| - باارزش‌ترین بازیکن جیبا - بهترین امتیاز آورنده سباستین روئت - بهترین آبشار زننده پشت خط زن ماتی کازیسکی - بهترین دفاع کننده وینسنت مونتمیت | - بهترین دریافت کننده آندره ناسیمنتو - بهترین تنظیم کننده آندری ژکوف - بهترین بازیکن آزاد الکسی وربوف |